# 穆瓦延库尔
穆瓦延库尔（法語：Moyencourt，法語發音：[mwajɛ̃kuʁ]）是法国上法蘭西大區索姆省的一个市镇，属于佩罗讷区。

## 地理
穆瓦延库尔（49°43'18"N, 2°57'6"E）面积4.15 平方千米，位于法国上法蘭西大區索姆省，该省份为法国北部沿海省份，北起加来海峡省和北部省，西接滨海塞纳省和大西洋英吉利海峡，南至瓦兹省，东临埃纳省。
与穆瓦延库尔接壤的市镇（或旧市镇、城区）包括：布勒伊、比韦尔希、克雷西-奥芒库尔、埃尔舍、朗格瓦桑-基克里。

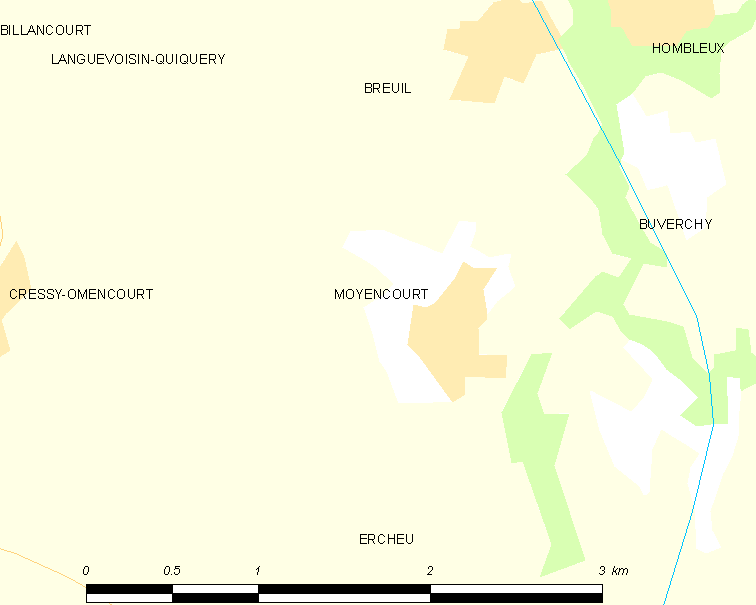
穆瓦延库尔的OSM定位图

穆瓦延库尔的时区为UTC+01:00、UTC+02:00（夏令时）。

## 行政
穆瓦延库尔的邮政编码为80400，INSEE市镇编码为80576。

## 政治
穆瓦延库尔所属的省级选区为阿姆县。

## 人口

1962-2008年间穆瓦延库尔人口变化图示

穆瓦延库尔于2022年1月1日时的人口数量为330人。